# Ingrid van Engelshoven

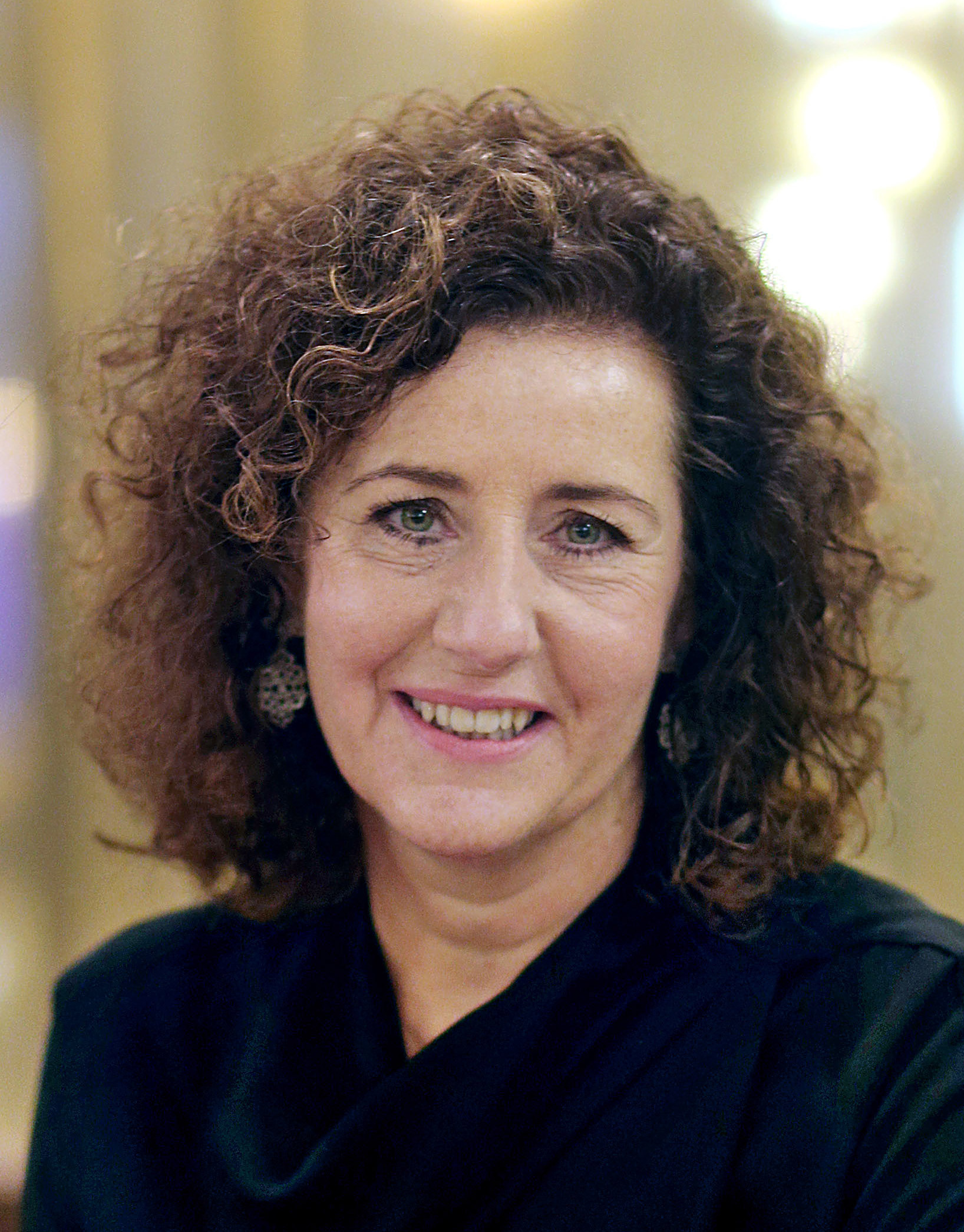
Ingrid van Engelshoven (2017)

Ingrid Katharina van Engelshoven (* 12. Juli 1966 in Delfzijl) ist eine niederländische Politikerin der Partei D66. Von Oktober 2017 bis Januar 2022 war sie Ministerin für Bildung, Kultur und Wissenschaft im Kabinett Rutte III.

## Leben
Ingrid van Engelshoven studierte Politikwissenschaften und Rechtswissenschaften an der Radboud-Universität Nijmegen und an der Universität Leiden.
Im Jahr 1989 begann sie ihre Laufbahn als Referentin in der Fraktion der linksliberalen Partei D66 in der Zweiten Kammer. Von 1994 bis 1996 war sie Geschäftsführerin der Fraktion. Danach arbeitete sie als Beraterin bei der Niederländischen Rechtsanwaltskammer und bei der Marketingagentur Pauw & Van Spaendonck.
Von 2000 bis 2004 war van Engelshoven Leiterin der Strategieabteilung im Ministerium für Verkehr, Wasserwirtschaft und öffentliche Arbeiten und von 2004 bis 2008 Leiterin der Stiftung für verantwortungsbewussten Alkoholkonsum. Danach arbeitete sie als Partner für Öffentlichkeitsarbeit und Unternehmenskommunikation bei der Marketingagentur Dröge en Van Drimmelen.
2010 wurde van Engelshoven für D66 Dezernentin für das Bildungswesen und den Dienstleistungssektor in der Stadt Den Haag. Von 2014 bis 2017 war sie dort Dezernentin für die Ressorts Wissensökonomie, Internationales, Bildung und Jugend. Im Jahr 2017 war sie für D66 Mitglied der Zweiten Kammer, wo sie sich unter anderem mit den Themen Innenpolitik, Polizei, öffentlicher Dienst und Urheberrecht befasste. Vom 12. Mai 2007 bis zum 9. März 2013 war sie Parteivorsitzende der Democraten 66, denen sie seit den 1980er Jahren angehört.
Von Oktober 2017 bis Januar 2022 war sie Ministerin für Bildung, Kultur und Wissenschaft im dritten Kabinett Rutte.